# Érzékelés
Az érzékelés a környezet bizonyos változásaira hangolt érzékszervek változásregisztráló folyamata. Ebben a folyamatban az adott érzékszervhez tartozó ingerspecifikus receptorok regisztrálják a környezet változását (az ingert), majd ezt az információt továbbítják (ingerület formájában) az idegrendszer központi részei (agy, gerincvelő) felé.
A definíció alapján érzékelésnek számít a retina fényviszonyváltozásra adott reakciója, a csiga hanghullámokra adott viselkedése, de a bőr nyomásra vagy éppen hőmérsékletváltozásra való reagálása is. Mindegyik érzékelés közös mozzanata a környezeti változás nagyságát és milyenségét egyértelműen jelző ingerület receptorok általi létrehozása.

## Az érzékelés és észlelés viszonya
A pszichológiában az érzékelés és észlelés fogalmai eltérő jelentéssel bírnak. Míg az érzékelés a környezeti változások regisztrációjának és ingerületté alakításának fiziko-kémiai folyamata, addig az észlelés magában foglalja az elemi ingerek (például fényintenzitás változás) felvételétől a komplex tapasztalati élmény kialakulásáig terjedő folyamat kifejtését is.
A megkülönböztetés alapjául szolgáló előfeltevés szerint az egyed olyan elemi információkra van utalva a környezet „megértése” során, amelyek önmagukban elégtelenek a komplex élmények létrejöttéhez és a környezethez való alkalmazkodáshoz. Ezért ezeket az egészen egyszerű információkat (melyeket az érzékelés során gyűjtünk), az észlelés folyamatában meg kell toldani olyan információfeldolgozó algoritmusokkal, amik kiegészítik, helyesbítik esetleg pótolják az elemi ingerek hiányosságait.
Az ökológiai pszichológia nézőpontja szerint azonban szükségtelen megkülönböztetni az érzékelést az észleléstől. Ehhez az elméleti irányzathoz tartozó pszichológusok egységes észlelésről beszélnek, ami magában foglalja az érzékelést is. Feltevésük szerint a környezet elemi ingerei elégséges, mi több részletgazdag információkkal szolgálnak a komplex élmények, és pontos környezeti adaptációk létrejöttéhez (lásd például az optikus áramlást).